# 99 Pułk Artylerii Przeciwlotniczej

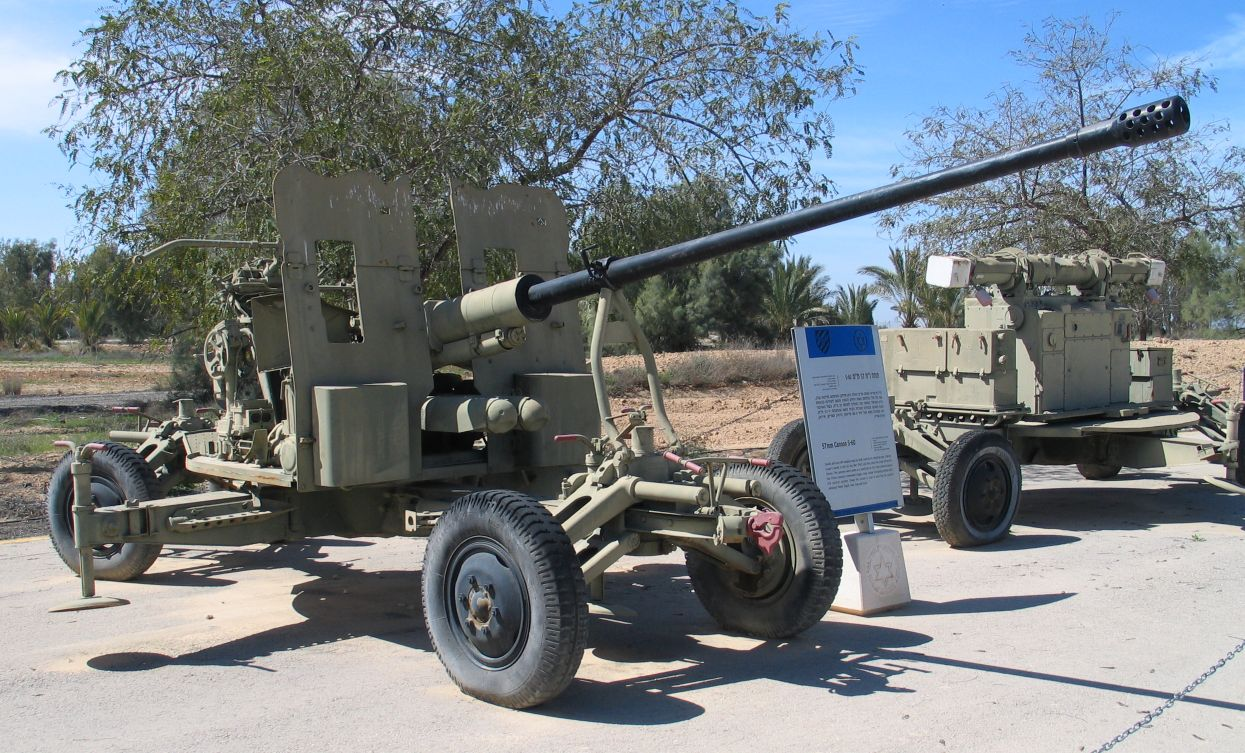
S-60 – armata pułku

99 Pułk Artylerii Przeciwlotniczej (99 paplot) – oddział artylerii przeciwlotniczej ludowego Wojska Polskiego.

## Formowanie i zmiany organizacyjne
w 1952 roku na bazie 1 baterii 85 pa OPL i 2 baterii 14 pa OPL sformowano 99 pułk artylerii OPL. 
W 1957 roku 99 Pułk Artylerii Obrony Przeciwlotniczej, stacjonujący w garnizonie Ząbkowice Śląskie, został wyłączony ze składu Wojsk Lotniczych i Obrony Powietrznej Kraju, przeformowany w 111 Dywizjon Artylerii Przeciwlotniczej i podporządkowany dowódcy 2 Warszawskiej Dywizji Zmechanizowanej. W 1967 roku dywizjon został przeformowany w 99 Pułk Artylerii Przeciwlotniczej.
Pułk był jednostką skadrowaną, której głównym zadaniem było szkolenie żołnierzy rezerwy. W pododdziałach pozostawała kadra oraz żołnierze zasadniczej służby wojskowej, których liczba wystarczała jedynie do pełnienia służby wartowniczej, prac porządkowych i konserwacyjnych. 
W 1989 roku pułk został przeformowany w 99 Ośrodek Materiałowo-Techniczny.
W 1990 roku tradycje, nazwę i numer 99 paplot przejął 75 Pułk Artylerii Przeciwlotniczej z Rogowa.

## Skład organizacyjny
Dowództwo i sztab
- bateria dowodzenia
  - pluton rozpoznawczy
  - pluton łączności
  - pluton RSWP
- 4 baterie przeciwlotnicze
  - 2 plutony ogniowe
- plutony: remontowy, zaopatrzenia, medyczny

Razem w pułku:
- 24 armaty przeciwlotnicze S-60 kalibru 57 mm
- RSWP „Jawor”
- RSA SON-9A
- 4 WD Rekin-1
- 1 WD Rekin-2